# Jumper

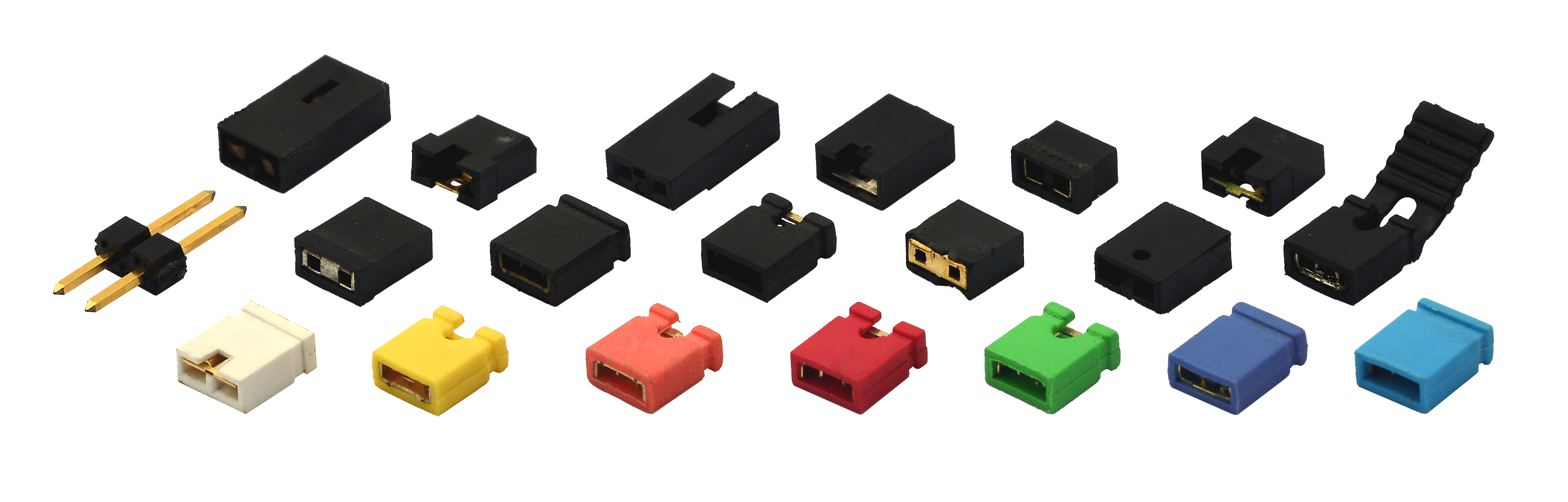
Diferentes tipos e cores de jumpers, com alguns pinos de jumper para escala.

Em eletrônica e particularmente em computação, um jumper é um condutor curto usado para fechar, abrir ou desviar parte de um circuito eletrônico. Eles normalmente são usados para instalar ou configurar placas de circuito impresso, como placas-mãe de computadores. O processo de configuração de um jumper costuma ser chamado de strapping (cintagem).[carece de fontes?]
Uma opção de cintagem é uma configuração de hardware geralmente detectada apenas durante a inicialização ou inicialização de um dispositivo (ou mesmo de um único chip).

## Design
Os pinos de jumper (pontos a serem conectados pelo jumper) são dispostos em grupos chamados blocos de jumper, cada grupo possuindo pelo menos um par de pontos de contato. Uma luva condutora de tamanho apropriado chamada jumper, ou mais tecnicamente, jumper de derivação, é colocada sobre os pinos para completar o circuito.
Um jumper de dois pinos permite apenas escolher entre dois estados booleanos, enquanto um jumper de três pinos permite selecionar entre três estados.
Os jumpers devem ser condutores elétricos; eles geralmente são envoltos em um bloco de plástico não condutor por conveniência. Isso também evita o risco de um jumper não blindado causar acidentalmente um curto-circuito em algo crítico (principalmente se cair em um circuito ativo).
Os shunts de jumper podem ser categorizados por seu passo (distância uniforme entre os pinos medida de centro a centro). Alguns argumentos de venda comuns são:
- 2,54 mm (0,100 pol.)
- 2,00 mm (0,079 pol.)
- 1,27 mm (0,050 pol.)

## Uso

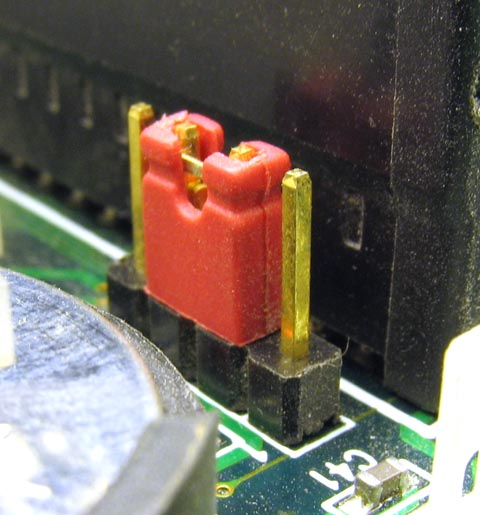
Jumper vermelho em um cabeçalho de pino

Quando um jumper é colocado sobre dois ou mais pinos do jumper, uma conexão elétrica é feita entre eles e o equipamento é instruído a ativar determinadas configurações de acordo. Por exemplo, com sistemas de PC mais antigos, as configurações de velocidade e tensão da CPU eram frequentemente feitas através da configuração de jumpers.
Alguma documentação pode referir-se à configuração dos jumpers como ligado, desligado, fechado ou aberto. Quando um jumper está ligado ou cobrindo pelo menos dois pinos é um jumper fechado, quando um jumper está desligado, cobre apenas um pino, ou os pinos não têm jumper é um jumper aberto.

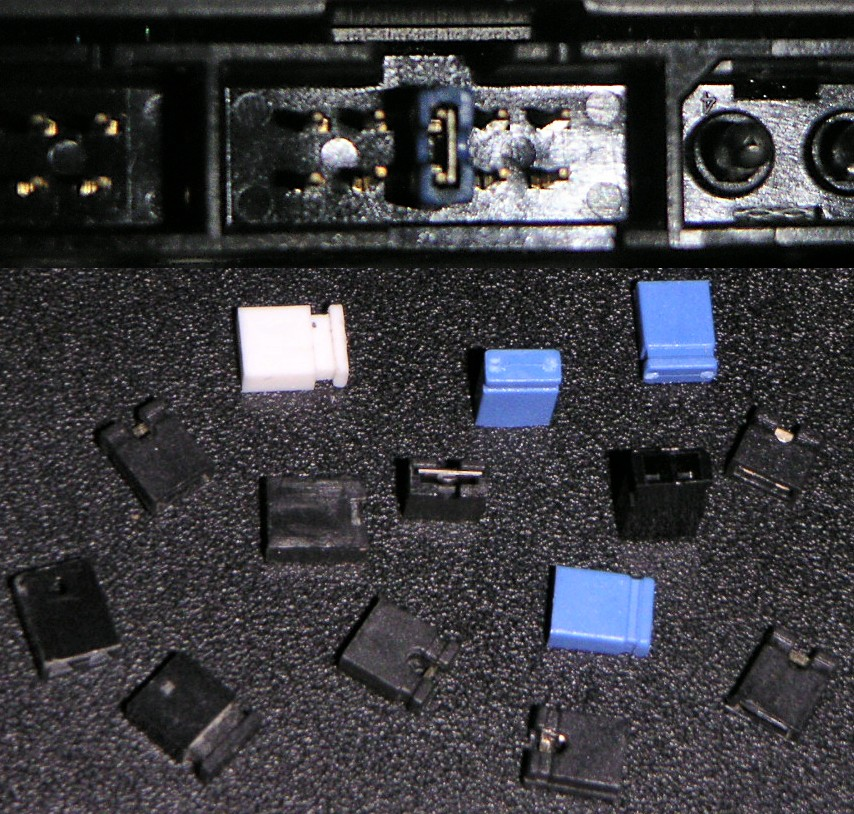
Jumpers (pequenas peças de plástico metalizadas internamente)

Os projetos sem jumper têm a vantagem de serem geralmente rápidos e fáceis de configurar, muitas vezes exigem pouco conhecimento técnico e podem ser ajustados sem acesso físico à placa de circuito. Com PCs, o uso mais comum de jumpers é na configuração do modo de operação para unidades ATA (mestre, escravo ou seleção de cabo), embora esse uso tenha diminuído com o surgimento de unidades SATA e dispositivos Plug and Play. Jumpers têm sido usados desde o início das placas de circuito impresso.

## Partes permanentes de um circuito
Alguns conjuntos de fiação impressa, especialmente aqueles que usam placas de circuito de camada única, incluem comprimentos curtos de fio soldados entre pares de pontos. Esses fios são chamados de pontes de fios ou jumpers, mas, diferentemente dos jumpers usados para definições de configuração, eles se destinam a conectar permanentemente os pontos em questão. Eles são usados para resolver problemas de layout da fiação impressa, fornecendo conexões que, de outra forma, exigiriam um roteamento estranho (ou, em alguns casos, impossível) dos traços condutores. Em alguns casos é utilizado um resistor de 0 ohms em vez de um fio, pois estes podem ser instalados pelas mesmas máquinas de montagem robótica que instalam resistores reais e outros componentes.
As opções de configuração de jumpers que normalmente não devem ser configuráveis pelo usuário também podem ser implementadas como jumpers de solda, normalmente dois (ou mais) blocos posicionados próximos uns dos outros ou até mesmo com formas entrelaçadas. Normalmente não condutores por padrão, eles podem ser facilmente transformados em uma conexão fechada devido à ponte de solda colocada deliberadamente em cima deles. Se o estado fechado for o estado padrão, o projetista da PCB pode sobrepor um traço fino, que seria cortado (com uma faca) para abrir o jumper.